# Етиопска генетка
Етиопска генетка (Genetta abyssinica) је врста сисара из реда звери (Carnivora) и породице цибетки (Viverridae).

## Распрострањење
Ареал врсте покрива средњи број држава. Врста има станиште у Етиопији, Судану, Сомалији, Џибутију и Еритреји.

## Станиште
Станишта врсте су шуме, травна вегетација и екосистеми ниских трава и шумски екосистеми.

## Угроженост
Ова врста није угрожена, и наведена је као последња брига јер има широко распрострањење.